# Peperomia marmorata
Peperomia marmorata là một loài thực vật có hoa trong họ Hồ tiêu. Loài này được Hook. f. miêu tả khoa học đầu tiên năm 1866.